# Heavy Sweetness, Ash-like Frost
Ashes of Love (chino: 香蜜沉沉燼如霜, también conocida como "Heavy Sweetness, Ash-like Frost"), es una serie de televisión china transmitida del 2 de agosto del 2018 hasta el 3 de septiembre del 2018 por medio de Jiangsu TV.
La serie es una adaptación de la novela "Heavy Sweetness, Ash-like Frost" de Dian Xian.

## Historia
Zi Fen, la Diosa de las Flores agoniza después de dar a luz a una hija llamada Jin Mi, antes de morir la diosa tiene una premonición donde ve que su hija sufrirá una gran prueba de amor, por lo que para protegerla, le da una píldora mágica llamada el Elixir de Yun que le impide sentir y expresar amor romántico, ordenándole a sus subordinados que mantengan en secreto la historia del nacimiento y que la encierren en Shui Jing por 10,000 años. 
4,000 años después, Xu Feng, el segundo hijo del Emperador Celestial, es atacado por alguien durante su resurrección como Fénix y cae en Shui Jing, donde conoce a la ingenua Jin Mi, quien lo salva. Después de salir de Shi Jing, ambos viven en el Palacio Celestial, después de vivir ahí por 100 años, Xu Feng comienza a desarrollar sentimientos por Ji Min. Sin embargo, su hermano, el príncipe Run Yu, también ha comenzado a enamorarse de ella y al darse cuenta de que Jin Mi sólo ama a Xu Feng, comienza a engañarla y le hace creer erróneamente que Xu Feng había sido el responsable de la muerte de su padre.
Jurando vengarse de Xu Feng, Jin Mi lo acuchilla en el corazón matándolo, sin embargo en el proceso y mientras lo ve desaparecer, Jin Mi escupe la píldora mágica, llenándose de emociones, y finalmente se da cuenta de las mentiras que le habían dicho y de su verdadero amor por Xu Feng, destrozada por lo sucedido y por haberlo lastimado, Jin Mi comienza un viaje para intentar revivirlo, incluso arriesga su vida y sus habilidades.
Cuando Xu Feng es revivido décadas más tarde, renace como el poderoso Señor de los Demonios, declarándole la guerra a Run Yu, quien ahora ha ascendido al trono como el Emperador Celestial. Aunque al inicio Xu Feng no cree en las palabras de Jin Mi, quien intenta decirle la verdad acerca de las mentiras de Sui He y Run Yu, finalmente se da cuenta de la verdad. Poco después se casa con Jin Mi y ambos juran comenzar desde cero. 
Durante la guerra celestial entre el reino celestial y el reino demoníaco, muchas vidas se pierden, horrorizada por lo sucedido, Jin Mi decide interponerse entre ambos y pierde la vida, después de que Jin Mi desaparece, Xu Feng queda destrozado y jura encontrarla, mientras que Run Yu, dolido por lo que sus acciones ocasionaron, jura jamás pisar el suelo demoníaco. Cuando Zi Fen le dice a Xu Feng que el alma de Jin Mi, aún podría estar viva en algo valioso que ella había dejado para él, por lo que Xu Feng decide dejar su puesto como el Emperador Demoníaco para ir en su búsqueda. 
Más tarde en el reino mortal, Xu Feng finalmente encuentra a Jin Mi, ambos finalmente se casan y deciden quedarse ahí, donde viven felices, poco después tienen un hijo al que llaman, Tang Yue.
Por otro lado Run Yu logra cambiar y redimirse, regresando al lado bueno, hace las pases con Xu Feng y jura no dejar que otros afecten su juicio, centrándose únicamente en su papel como Emperador Celestial. 
Mientras que Liu Ying, continúa reinando el reino demoníaco con mano justa y cuidando a la hija que tiene con Mu Ci, Bai Lu. 
Finalmente Sui He, pierde la cordura y obtiene su merecido por todos los crímenes y malas acciones que realizó, muriendo luego de ser devorada.

## Personajes

### Personajes principales
| Actor       | Personaje       | N.º de episodios | Notas |
| ----------- | --------------- | ---------------- | --- |
| Yang Zi     | Jin Mi          | 44               | Es la hija de Luo Lin, la Deidad del Agua y Zi Fen, la Deidad Flor. Aunque al inicio todos creen que es el hada de las uvas en realidad es la del hada de las flores de escarcha. Es una joven ingenua, encantadora y amable. Aunque al inicio no entiende el verdadero significado del amor, debido a una píldora mágica que le dieron al nacer, cuando conoce a Xu Feng, esto cambia. Poco a poco comienza a enamorarse él, sin embargo después de la muerte de su padre a manos de Sui He, quien se disfrazada de Xu Feng, esta le hace creer que él había sido el responsable, lo que ocasiona que Jin Mi busque vengarse de él, el día de su boda con Run Yu. Sin embargo cuando ve a Xu Feng desaparece luego de matarlo, Jin Mi finalmente escupe la píldora mágica y comienza a sentir el dolor de su muerte. Cuando descubre que es posible revivir a Xu Feng, busca la cura del elixir, lo que ocasiona que casi muera y pierda su habilidad de ver los colores. Cuando finalmente descubre la verdad sobre el asesinato de su padre, luego de escuchar secretamente a Sui He y Run Yu, se da cuenta de la verdadera personalidad de Run Yu y de sus mentiras y decide vengarse de ambos. sin embargo cuando él le impide irse y la encierra, logra escapar con la ayuda de Lord Puchi. Aunque la inicio Xu Feng no cree en las palabras de Jin Mi, quien intenta mostrarle la verdadera naturaleza de Sui He, finalmente se da cuenta de la verdad. Poco después de casarse con Xu Feng, muere mientras intentaba protegerlo. Más tarde revive y cuando se reencuentra con Xu Feng se casan y tienen un hijo al que llaman, Tang Yue. |
| Deng Lun    | Xu Feng         | 44               | Es el segundo Príncipe del Reino Celestial y el Inmortal del Fuego (Phoenix). Xu Feng es conocido por su gran belleza entre los seis reinos y está enamorado de Jin Mi. Debido a las intrigas de sus oponentes, Xu Feng muere a manos de Jin Mi, a quien engañan haciéndole creer que él había sido responsable de la muerte de su padre. Luego de revivir se convierte en el Señor de los Demonios ("Lord Demon") así como el Dios de la Guerra, y poco después en el Emperador del Reino Demoníaco. Aunque al inicio jura vengarse de las personas que ocasionaron su muerte y le miente a Jin Mi, haciéndole creer que la odia y que ama a Sui He, poco a poco comienza a darse cuenta de que Jin Mi junto a los demás habían sido engañados por los celos de sus oponentes, entre ellos Sui He y jura vengarse de ellos. Luego de que Jin Mi muere protegiéndolo, que da destrozado y jura encontrarla. Xu Feng decide dejar su puesto como el Señor de los Demonios para buscar a Jin Mi y más tarde cuando la encuentra en el reino mortal, se casa con ella y tienen un hijo al que llaman, Tang Yue. |
| Luo Yunxi   | Run Yu          | -                | Es el primer Príncipe del Reino Celestial, así como el Inmortal de la Noche (Dragon). Es el hijo de Tian Wei, el Emperador Celestial y Su Li. Al inicio es un hombre gentil y calmado, sin embargo debido a su humilde nacimiento, nunca se ha ganado realmente el respeto de las deidades en el Reino Celestial. Más tarde cuando se ve envuelto en una lucha política por el trono, luego de la muerte de su madre, asciende al poder y se convierte en el nuevo Emperador Celestial. Cuando comienza a dejar ver su verdadera personalidad intrigante y vengativa, hace todo lo necesario para alejar a Jin Mi de Xu Feng, ya que está enamorado de ella, sin embargo cuando se da cuenta de que ella no siente lo mismo, usa artimañas para obtener lo que quiere, más tarde cuando se da cuenta de su error, regresa a ser un hombre bueno y obtiene el perdón de Xu Feng. |
| Chen Yuqi   | Liu Ying        | -                | Princesa Bian Cheng, es la princesa del Reino Demoníaco, una joven alegre que se atreve a amar y odiar, así como una excelente guerrera dentro del campo de batalla y la confidente de Xu Feng. Cuando conoce a Mu Ci se enamora profundamente de él y más tarde da a luz a su hija, Bai Lu. Más tarde es una de los encargadas de ayudar a Xu Feng y a Jin Mi a estar juntos. Luego de que Xu Feng decidiera dejar el reino demoníaco para buscar a Jin Mi, este le pasa su puesto a Liu Ying, quien se convierte en la nueva Señora Demoníaca, y quien gobierna justamente. |
| Wang Yifei  | Sui He          | -                | Es la Inmortal Pavo real y la líder de la Tribu pájaro. Es una mujer mezquina e insegura, que hace lo que sea necesario para obtener poder. Está enamorada de Xu Feng, pero el no le corresponde, ya que está enamorado de Jin Mi. Debido a sus celos por Jin Mi, Sui He mata al padre y tía de Jin Mi, y la engaña haciéndole creer que había sido Xu Feng. También es la responsable del destierro injusto de Lord Puchi, así como de otros males. Luego de que la verdad sobre sus acciones es descubierta, Xu Feng le quita su título y la destierra. Más tarde muere luego de quedar atrapada dentro de una cueva donde es devorada. |
| Zou Tingwei | Qi Yuan / Mu Ci | -                | Es parte de la Tribu Reaper, aunque al inicio trabaja para la Emperatriz Celestial. Cuando entra al reino demoníaco y se convierte en el guardaespaldas de la princesa Liu Ying, se enamora profundamente de ella a quien protege. Poco después de casarse, muere, lo que deja a Liu Ting destrozada. Más tarde Liu Ying da a luz al bebé que esperaba con Mu Ci, a quien llama, Bai Lu. |

### Personajes secundarios

#### Heaven realm(Reino Celestial)
| Actor          | Personaje                  | Nº de episodios | Notas |
| -------------- | -------------------------- | --------------- | --- |
| He Zhonghua    | Tian Wei, Heavenly Emperor | -               | Es el Emperador Celestial y Gobernador del Reino Celestial. Es un hombre egoísta y posesivo, que usa a la gente para lograr sus objetivos. |
| Kathy Chow     | Tu Yao, Heavenly Emperess  | -               | Es la Emperatriz Celestial y Gobernante de la tribu pájaro. Es una mujer intrigante y cruel, así como la responsable de la muerte de Zi Fen, la Deidad de la Flor. Busca por todos los medios deshacerse de Jin Mi y Run Yu. |
| Deng Lun       | Xu Feng                    | 44              | Es el segundo Príncipe del Reino Celestial y el Inmortal del Fuego (Phoenix), quien está enamorado profundamente de Jin Mi. |
| Luo Yunxi      | Run Yu                     | -               | Es el primer Príncipe del Reino Celestial, así como el Inmortal de la Noche (Dragon). Es el hijo de Tian Wei, el Emperador Celestial y Su Li. |
| Xia Zhiyuan    | Inmortal Yuexia / Dan Zhu  | -               | Es el Inmortal del Zorro, hermano menor de Tian Wei, así como el tío de Xu Feng y Run Yu. Es el encargado del amor y el matrimonio de todos los seres mortales, sin embargo es conocido por su conducta traviesa y juvenil. Cuando conoce a Jin Mi se hace muy buen amigo de ella, más tarde es uno de los encargados de ayudar a Xu Feng y a Jin Mi a estar juntos. |
| Wang Renjun    | Luo Lin                    | -               | Es el Inmortal del Agua y padre de Jin Mi. Luo Lin es un hombre elegante y refinado que se mantiene alejado de los asuntos mundanos, pero que es leal y servicial con las personas que lo necesitan. Muere luego de ser asesinado por Sui He. |
| Wang Yuanke    | Lin Xiu                    | -               | Es la Inmortal del Viento, y la prometida en matrimonio de Luo Lin. Lin Xiu es una mujer bondadosa y amable, que pronto se hace una muy buena amiga de Zi Fen y trata a Jin Mi como su propia hija. Muere luego de ser asesinada por Sui He. |
| Yang Zi        | Jin Mi                     | 44              | Es la hija de Luo Lin, y Zi Fen, la deidad de la flor, así como el verdadero amor de Xu Feng. |
| Fan Mianlin    | Su Li                      | -               | Es la Princesa del Pez Dragón y Señora del río Dongting. Es la madre biológica de Run Yu, a quien da a luz luego de ser impregnada por el Emperador Celestial debido a su parecido con Zi Fen. Durante años planea vengarse de la Emperatriz Celestial por matar a su tribu. |
| Liao Jingfeng  | Lord Puchi / Yan You       | -               | Es el Inmortal de la Serpiente, un joven con una personalidad perspicaz y animada. Luego de ser desterrado del Reino celestial, es adoptado por Su Li, convirtiéndolo en uno de sus protegidos. Cuando conoce a Jin Mi se convierte en uno de sus mejores amigos, luego de salvarla de los ataques de Qiong Qi hace miles de años, cuando está en peligro es uno de los encargados de protegerla. Más tarde es uno de los encargados de ayudar a Xu Feng y a Jin Mi a estar juntos. |
| Du Yuchen      | Kuang Lu                   | -               | Es la hija del Inmortal Taiji, quien se ofrece voluntariamente para convertirse en la subordinada de Run Yu debido a su gran admiración por él, poco después se enamora de él, y aunque el le deja en claro que no siente lo mismo, ella jura estar a su lado para siempre, protegiéndolo. |
| Sa Dingding    | Inmortal Jiyuan            | -               | Una Inmortal que está a cargo del destino y el destino de los seres humanos. Jiyuan tiene una relación romántica con el Emperador Celestial. |
| Zhang Junran   | Lord Liaoyuan Qin Tong     | -               | Es el guardaespaldas y amigo cercano de Xu Feng. |
| Li Yixuan      | Lord Doumu                 | -               | Es un alto inmortal y la profesora de Luo Lin, Lin Xiu y Zi Fen. Luego de la muerte de Jin Mi, es la encargada de guiar a Xu Feng en la búsqueda de su espíritu. |
| Li Yongtian    | Taishang Laojun            | -               | |
| Zhang Shihong  | Immortal Taiji             | -               | |
| He Junlin      | Yun Xiang                  | -               | Es el Dios del trueno. |
| Liu Siying     | Sheng Guang                | -               | Es la Diosa del relámpago. |
| Li Xuefeng     | Rat Immortal               | -               | Es el Inmortal Rata, el Líder de los inmortales del Zodiaco, y uno de los subordinados de Su Li, a quien ayuda a recopilar información en el reino Celestial. |
| -              | Tang Yue                   | -               | Es el hijo de Xu Feng y Jin Mi. |
| Zhang Xiaoyang | Liao Ting                  | -               | Es uno de los subordinados de Xu Feng. |
| Cui Binbin     | Fei Xu                     | -               | Es uno de los subordinados de Xu Feng. |
| Zheng Ge       | Po Jun                     | -               | Es un soldado celestial reclutado por Xu Feng. |
| Fu Hongsheng   | Yin Que                    | -               | Es un anciano de la tribu Bird (pájaro). |
| Dong Xiaobai   | Que Ling                   | -               | Es un subordinado de Sui He. |
| Liu Haochen    | Lian Chao                  | -               | Es un duende loach blanco, y uno de los hijos adoptivos de Su Li. |
| Liu Xiangping  | Earth Deity                | -               | |
| Zhong Sutong   | Pequeña Hada               | -               | |

#### Flower realm(Reino de las Flores)
| Actor        | Personaje         | Nº de episodios | Notas |
| ------------ | ----------------- | --------------- | --- |
| Zhang Yanyan | Zi Fen            | -               | Es la deidad de la flor y madre biológica de Jin Mi. Muere después de que su espíritu se disolviera, debido a los ataques de fuego lanzados en contra de ella por la Emperatriz Celestial.                                                                     |
| Yang Zi      | Jin Mi            | 44              | Es la hija de Zi Fen y de Luo Lin, el Inmortal del Agua. |
| Peng Yang    | Jefa Peony        | -               | Es la líder de los jefes del Reino de las Flores, aunque al inicio no está de acuerdo con la relación entre Jin Mi y Xu Feng, ya que no quiere que Jin Mi muera por su juicio de amor, finalmente se da cuenta de que no puede cambiar el destino y los apoya. |
| Ma Jing      | Jefa Begonia      | -               | Es una de las jefas del Reino de las Flores y encargada de proteger a Jin Mi. |
| Wen Luhan    | Jefa Magnolia     | -               | Es una de las jefas del Reino de las Flores y encargada de proteger a Jin Mi. |
| Furou Meiqi  | Rou Rou Qiang Huo | -               | Es un hada de las plnatas y amiga íntima de Jin Mi, quien muere salvando a Jin Mi de los ataques de la bestia Qiong Qi, pero luego revive y acompaña a Jin Mi en su juicio mortal.                                                                             |
| Yuwen Tong   | Lao Hu            | -               | Es un duende de las zanahorias y un anciano del reino de las flores, quien ha vivido por muchos años y está lleno de sabiduría. También es uno de los encargados de proteger a Jin Mi.                                                                         |
| Xia Yiyao    | Lian Qiao         | -               | Es un duende de las flores. |
| Wu Wenxuan   | Pavilion Chief    | -               | |
| Duan Yu      | Pavilion Chief    | -               | |
| -            | Tang Yue          | -               | Es el hijo de Xu Feng y Jin Mi, la gente normalmente se refiere a él como "Xiao Lu", únicamente sus padres, su tío Run Yu, su tía Liu Ying y Bai Lu saben su verdadero nombre.                                                                                 |

#### Demon realm(Reino Demoníaco)
| Actor       | Personaje       | Nº de episodios | Notas |
| ----------- | --------------- | --------------- | --- |
| Lu Yong     | Rey Yancheng    | -               | Es el gobernante del reino demoníaco. |
| Yao Qingren | Rey Biancheng   | -               | Es el padre de Liu Ying, un hombre de buen corazón que adora a su hija, y es leal a Xu Feng. |
| Deng Lun    | Xu Feng         | 44              | Es el segundo Príncipe del Reino Celestial y el Inmortal del Fuego (Phoenix). Luego de revivir se convierte en el Emperador del Reino Demoníaco. |
| Chen Yuqi   | Liu Ying        | -               | Princesa Bian Cheng, es la princesa del Reino Demoníaco, una joven alegre y una gran guerrera. Así como una gran confidente de Xu Feng. Más tarde es una de los encargadas de ayudar a Xu Feng y a Jin Mi a estar juntos. Cuando conoce a Mu Ci se enamora profundamente de él, sin embargo luego de casarse, él muere. Más tarde Liu Ying da a luz al bebé que esperaba con Mu Ci, a la que llama Bai Lu. Después de que Xu Feng decide dejar su puesto como el Señor Demoníaco, este le da su puesto a Liu Ying, quien gobierna justamente. |
| Zou Tingwei | Qi Yuan / Mu Ci | -               | Cuando conoce a Liu Ying se enamora profundamente de ella, y se convierte en su guardaespaldas. Más tarde muere luego de ser atacado, lo que deja destrozada a Liu Ying. Después de su muerte, ella da a luz al bebé que esperaban, a quien llama Bai Lu. |
| Song Yunhao | Rey de Gucheng  | -               | Es un hombre ambicioso que pretende usurpar el trono. |
| Wang Siyu   | Zhi Shou        | -               | Es el hijo del Príncipe Yancheng |
| Li Silang   | Xuan Shou       | -               | Es el hijo del Príncipe Yancheng |
| -           | Tang Yue        | -               | Es el hijo de Xu Feng y Jin Mi. |
| -           | Bai Lu          | -               | Es la hija de Liu Ying y Mu Ci, se hace muy buena amiga de Tang Yue, a quien constantemente visita en el reino mortal. |
| Hu Mianyang | Qiong Qi        | -               | Es una feroz bestia legendaria, con la que Run Yu confabula para derrotar a Xu Feng y al reino Demoníaco. |

#### Mortal realm(Reino Mortal)
| Actor      | Personaje        | Nº de episodios | Notas |
| ---------- | ---------------- | --------------- | --- |
| Sun Ning   | Lord Nanping     | -               | Es el padre del Reino Humano y una realeza del Reino de Huaiwu. Nanping tiene como objetivo matar a Xu Feng durante el juicio mortal y así ocupar su trono. |
| Zhou Yihua | Fu Xiang         | -               | Es el primer ministro del Reino de Huaiwu. |
| Tuo Gufeng | General Ji Chong | -               | Es uno de los subordinados de Lord Nanping. |
| Wen Jing   | Jing Jie         | -               | Es una anciana de la tribu Healer, quien adopta a Jin Mi cuando era niña durante su juicio mortal.                                                          |

#### Bird realm(Reino Pájaro)
| Actor      | Personaje | Nº de episodios | Notas |
| ---------- | --------- | --------------- | --- |
| Kathy Chow | Tu Yao    | -               | Es la Emperatriz Celestial y Gobernante de la tribu pájaro. Es una mujer intrigante y cruel como Sui He.                                            |
| Wang Yifei | Sui He    | -               | Es la Inmortal Pavo real y la líder de la Tribu pájaro. Es una mujer mezquina, malvada e insegura que hace lo que sea necesario para obtener poder. |

## Episodios
La serie estuvo conformada por 60 episodios, los cuales fueron emitidos dos episodios por día todos los lunes a domingo a las 19:30.

### Raitings
| Episodio # | Fecha de emisión original | Promedio de Audiencia Compartida (CSM52) | Promedio de Audiencia Compartida (CSM52) | Ranking | Promedio de Audiencia (Promedio Nacional) | Promedio de Audiencia (Promedio Nacional) | Ranking |
| Episodio # | Fecha de emisión original | Valoraciones                             | Audiencia Compartida                     | Ranking | Valoración                                | Audiencia Compartida                      | Ranking |
| ---------- | ------------------------- | ---------------------------------------- | ---------------------------------------- | ------- | ----------------------------------------- | ----------------------------------------- | ------- |
| 1-2        | 2 de agosto de 2018       | 0.995                                    | 3.722                                    | 3       | 0.5                                       | 2.05                                      | 7       |
| 3-4        | 3 de agosto de 2018       | 1.139                                    | 4.344                                    | 3       | 0.63                                      | 2.52                                      | 5       |
| 5          | 4 de agosto de 2018       | 1.172                                    | 4.74                                     | 1       | 0.58                                      | 2.61                                      | 4       |
| 6-7        | 5 de agosto de 2018       | 1.241                                    | 4.621                                    | 1       | 0.67                                      | 2.67                                      | 3       |
| 8-9        | 6 de agosto de 2018       | 1.384                                    | 5.203                                    | 1       | 0.78                                      | 3.12                                      | 5       |
| 10-11      | 7 de agosto de 2018       | 1.368                                    | 5.185                                    | 1       | 0.75                                      | 3.01                                      | 5       |
| 12-13      | 8 de agosto de 2018       | 1.503                                    | 5.735                                    | 1       | 0.88                                      | 3.49                                      | 5       |
| 14-15      | 9 de agosto de 2018       | 1.44                                     | 5.455                                    | 1       | 0.83                                      | 3.38                                      | 4       |
| 16-17      | 10 de agosto de 2018      | 1.328                                    | 5.066                                    | 2       | 0.86                                      | 3.47                                      | 3       |
| 18         | 11 de agosto de 2018      | 1.249                                    | 4.912                                    | 1       | 0.82                                      | 3.55                                      | 4       |
| 19-20      | 12 de agosto de 2018      | 1.272                                    | 4.636                                    | 1       | 0.84                                      | 3.29                                      | 3       |
| 21-22      | 13 de agosto de 2018      | 1.417                                    | 5.254                                    | 2       | 1.03                                      | 4.05                                      | 4       |
| 23-24      | 14 de agosto de 2018      | 1.374                                    | 5.047                                    | 2       | 0.94                                      | 3.74                                      | 3       |
| 25-26      | 15 de agosto de 2016      | 1.349                                    | 5.102                                    | 2       | 0.99                                      | 4.02                                      | 3       |
| 27-28      | 16 de agosto de 2018      | 1.253                                    | 4.662                                    | 2       | 1.04                                      | 3.96                                      | 3       |
| 29-30      | 17 de agosto de 2018      | 1.148                                    | 4.415                                    | 2       | 0.98                                      | 3.81                                      | 2       |
| 31         | 18 de agosto de 2018      | 1.181                                    | 4.667                                    | 1       | 0.99                                      | 4.07                                      | 2       |
| 32-33      | 19 de agosto de 2018      | 1.176                                    | 4.205                                    | 1       | 0.99                                      | 3.85                                      | 1       |
| 34-35      | 20 de agosto de 2018      | 1.352                                    | 4.912                                    | 1       | 1.17                                      | 4.49                                      | 1       |
| 36-37      | 21 de agosto de 2018      | 1.353                                    | 5.029                                    | 1       | 0.99                                      | 3.76                                      | 2       |
| 38-39      | 22 de agosto de 2018      | 1.508                                    | 5.384                                    | 1       | 1.15                                      | 4.32                                      | 3       |
| 40-41      | 23 de agosto de 2018      | 1.273                                    | 4.728                                    | 2       | 1.15                                      | 4.45                                      | 3       |
| 42-43      | 24 de agosto de 2018      | 1.168                                    | 4.301                                    | 2       | 1.08                                      | 4.13                                      | 3       |
| 44         | 25 de agosto de 2018      | 1.051                                    | 3.871                                    | 1       | 0.89                                      | 3.62                                      | 2       |
| 45-46      | 26 de agosto de 2018      | 1.321                                    | 4.798                                    | 1       |                                           |                                           |         |
| 47-48      | 27 de agosto de 2018      | 1.396                                    | 5.003                                    | 1       |                                           |                                           |         |
| 49-50      | 28 de agosto de 2018      | 1.393                                    | 5.064                                    | 1       |                                           |                                           |         |
| 51-52      | 29 de agosto de 2018      | 1.294                                    | 4.711                                    | 2       |                                           |                                           |         |
| 53-54      | 30 de agosto de 2018      | 1.283                                    | 4.612                                    | 2       |                                           |                                           |         |

## Spin-off
A finales de octubre del 2018 se anunció que la serie tendría una segunda temporada. 
La segunda temporada tendrá un nuevo reparto y la historia se centrará en los hijos de los protagonistas de la primera temporada.

## Música
| No. | Artista (as)                                                         | Canción                                | Letra   | Música      | Notas               |
| --- | -------------------------------------------------------------------- | -------------------------------------- | ------- | ----------- | ------------------- |
| 1   | Mao Buyi (versión 1) Sa Dingding (versión 2) Jian Hongyi (versión 3) | "Unsullied" (不染)                     | Hai Lei | Jason Hong  | (canción de inicio) |
| 2   | Sa Dingding                                                          | "Upwards to the Moon" (左手指月)       | Yu Hong | Sa Dingding | (canción de cierre) |
| 3   | Deng Lun (solo) Deng Lun y Yang Zi (versión a dueto)                 | "Unparalleled in the World" (天地无霜) | Yu Hong | Sa Dingding |                     |
| 4   | Yang Zi                                                              | "Love Frost" (情霜)                    | Yu Hong | Sa Dingding |                     |

## Premios y nominaciones
| Año  | Categoría                          | Premio                             | Nominado                          | Resultado |
| ---- | ---------------------------------- | ---------------------------------- | --------------------------------- | --------- |
| 2019 | Special Prize                      | Seoul Drama Award                  | "Heavy Sweetness, Ash-like Frost" | Ganó      |
| 2018 | Popular TV Actor                   | 3rd Tencent Video Star Award       | Deng Lun                          | Ganó      |
| 2018 | Popular TV Drama Actor of the Year | 15th Esquire Man At His Best Award | Deng Lun                          | Ganó      |
| 2018 | Popularity Award (Actor)           | 7th iQiyi All-Star Carnival        | Deng Lun                          | Ganó      |
| 2018 | Best Actor (Ancient Drama)         | 24th Huading Award                 | Deng Lun                          | Nominado  |
| 2018 | Best Actress (Ancient Drama)       | 24th Huading Award                 | Yang Zi                           | Nominada  |

## Producción
Basada en la novela "Heavy Sweetness, Ash-like Frost" del autor Dian Xian, la serie también es conocida como "Ashes of Love" y/o "Xiang Mi Chen Chen Jin Ru Shuang".
La serie también es  la primera parte de la trilogía "The Honey Trilogy" conformada junto a las series Skate Into Love (2020) y Love When The Stars Fall (2021).
Fue dirigida por Chu Yui-bin y contó con el escritor Zhang Yuan-ang.
La serie comenzó sus filmaciones en junio del 2017 las cuales ocurren en "Hengdian World Studio" y finalizaron en octubre del mismo año.
Contó con el apoyo de las compañías productoras "Perfect World Pictures", "Omnijoi Media Corporation", "Fujian Happy Era Media", "Kunchi Pictures" y "Chongqing Shengmei" y es distribuida por la cadena de televisión Jiangsu TV.